# Samochód

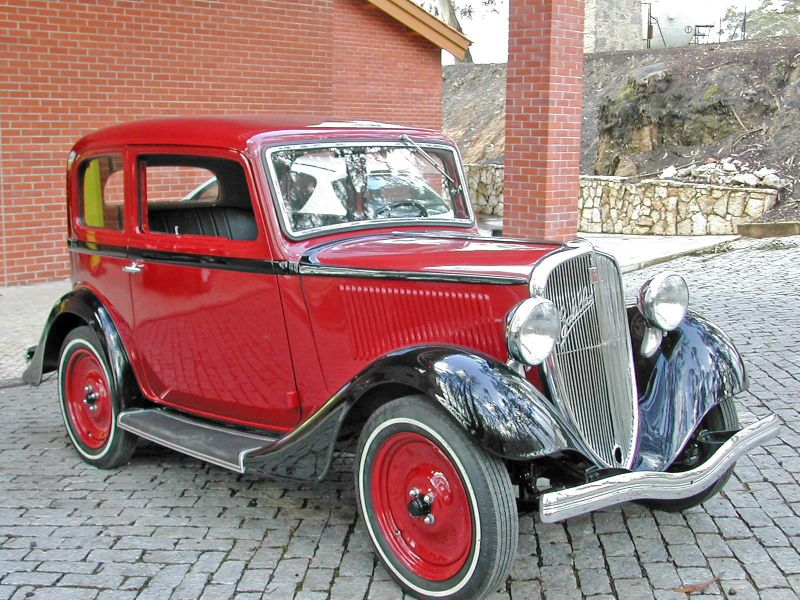
Samochód osobowy Fiat 508 z 1934 roku

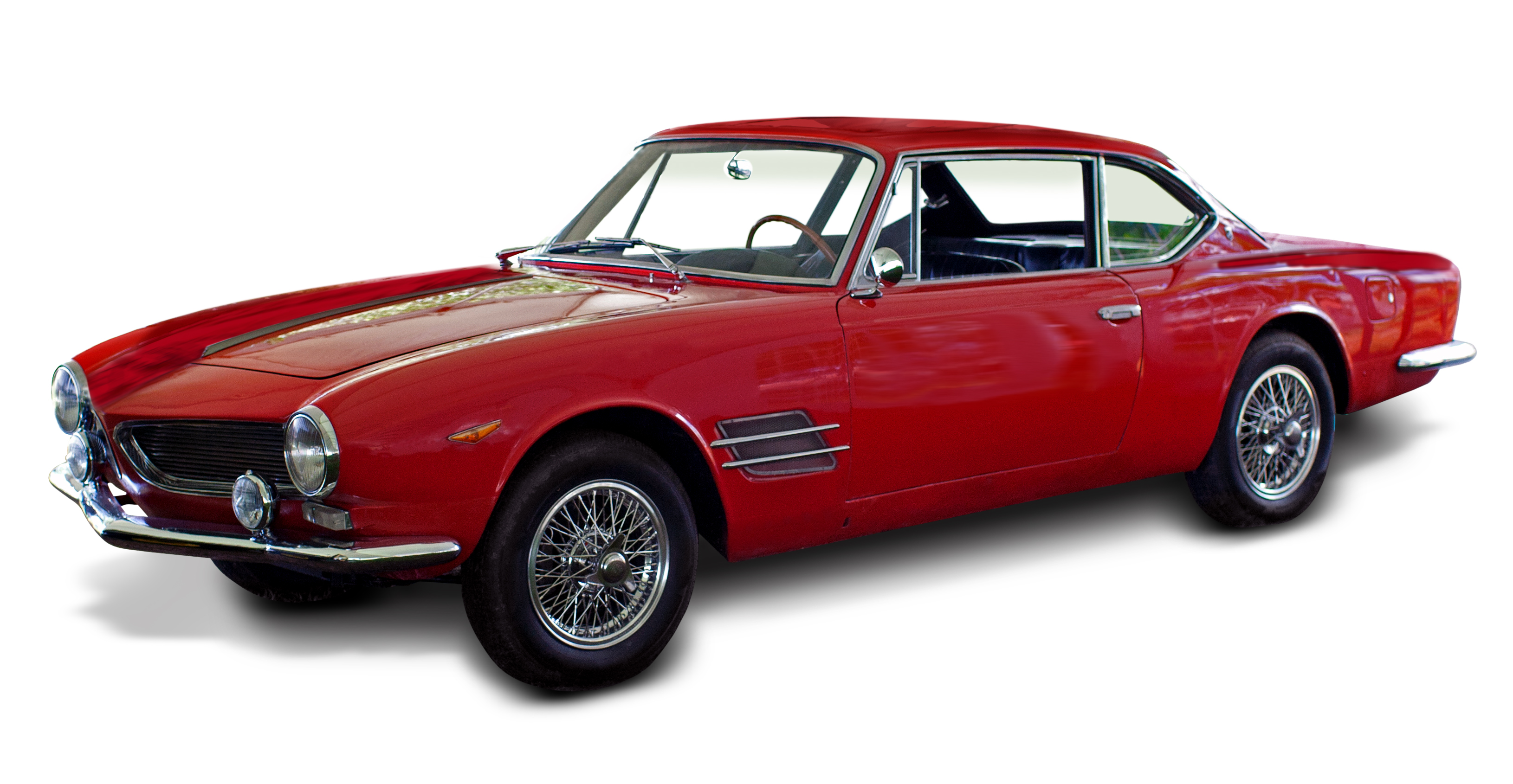
Samochód osobowy Fiat Moretti 2500 SS z 1962 roku

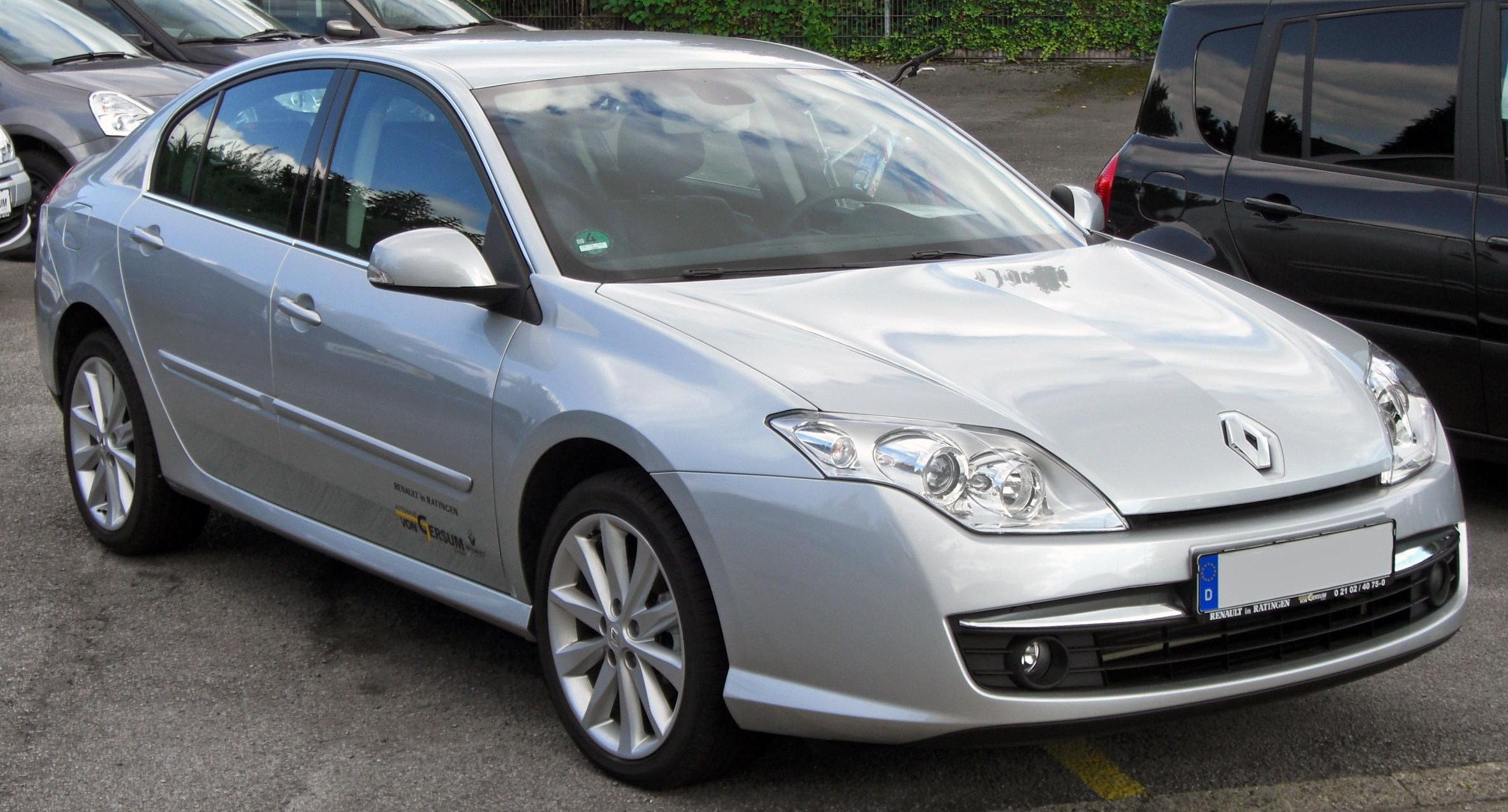
Samochód osobowy Renault Laguna III z 2008 roku

Samochód, automobil, w skrócie auto – rodzaj kołowego pojazdu silnikowego, służącego do przewozu osób lub ładunków. Wg polskiego prawa taki pojazd jest samochodem tylko jeśli jego konstrukcja umożliwia jazdę z prędkością powyżej 25 kilometrów na godzinę.
Samochody dzielą się na rodzaje, zgodnie z ich konstrukcją i przeznaczeniem. Spośród najpopularniejszych wyróżnia się samochody osobowe, terenowe, dostawcze, ciężarowe, specjalne oraz autobusy. Do pojazdów samochodowych nie zalicza się ciągników rolniczych. 
Pojazdy samochodowe cechuje fakt, iż są one jednocześnie:
- drogowe, co odróżnia je od lokomotyw,
- wielośladowe, co odróżnia je od motocykli,
- mechaniczne, co odróżnia je od wozów.

Pierwsze pojazdy tego typu powstawały w XVIII wieku i miały napęd parowy; wiek XIX to czas zastosowania w nich silników spalinowych i elektrycznych oraz początków ich masowej produkcji, czyniąc z samochodu jeden z podstawowych i najpopularniejszych środków transportu lokalnego i dalekobieżnego.

## Nazewnictwo
Termin samochód pochodzi od słów sam i chód, a więc określa pojazd samodzielnie się poruszający, czyli z własnym napędem.
Słowo samochód pojawiło się w piśmiennictwie już co najmniej w 1897 roku - w 11 lat po opatentowaniu pierwszego pojazdu Karla Benza. W języku polskim jeszcze przed I wojną światową korzystano zarówno ze słowa „automobil”, jak i powszechnie używano wyrazów „samochód” i „samojazd”. Zostało to potwierdzone w konkursie zorganizowanym pod egidą czasopisma „Lotnik i Automobilista” i rozstrzygniętym 25 listopada 1912 roku, w którym nagrody dla autora polskiego odpowiednika francuskiego wyrazu „automobil” nie przyznano, ponieważ nadesłane propozycje „samochód” i „samojazd” były już w powszechnym użyciu.
Z biegiem czasu, nie tylko w polszczyźnie, słowo automobil zaczęto skracać do formy auto, która to ostatecznie stała się samodzielnym wyrazem, używanym naprzemiennie ze słowem samochód.

## Historia
Nad pojazdami napędzanymi parą myślano już w XVII wieku. W 1678 roku Ferdinand Verbiest miał zademonstrować taki pojazd cesarzowi chińskiemu, jednak nie ma na to żadnych dowodów. Dlatego za pierwszego konstruktora – wynalazcę pojazdu mechanicznego – uznaje się Francuza o nazwisku Nicolas-Joseph Cugnot, który zaprezentował swoje pionierskie dzieło napędzane silnikiem parowym w roku 1769.
W 1870 roku Austriak Siegfried Marcus skonstruował, nienadający się do powszechnego użytku, prototyp pojazdu mechanicznego z benzynowym silnikiem o zapłonie iskrowym. Z kolei inny konstruktor, Niemiec Carl Benz, zbudował swój trzykołowy automobil w roku 1885 (w 1886 uzyskał patent). W tych samych latach prace w dziedzinie silników spalinowych oraz pojazdów napędzanych takimi silnikami prowadzili wspólnie Wilhelm Maybach i Gottlieb Daimler. Nie wiadomo jednak dokładnie, kto, jako pierwszy, skonstruował zastosowany do napędu samochodów silnik o spalaniu wewnętrznym.

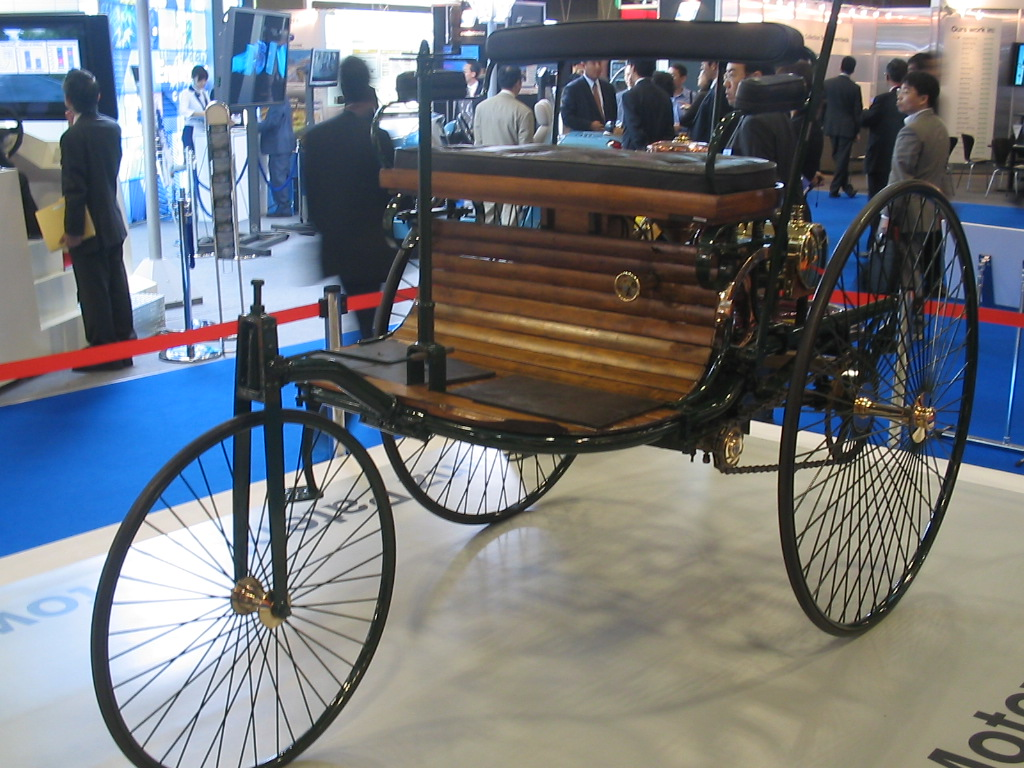
Benz Auto, 1886
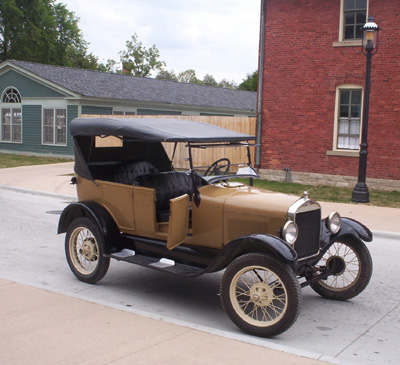
Ford T – pierwszy samochód produkowany masowo
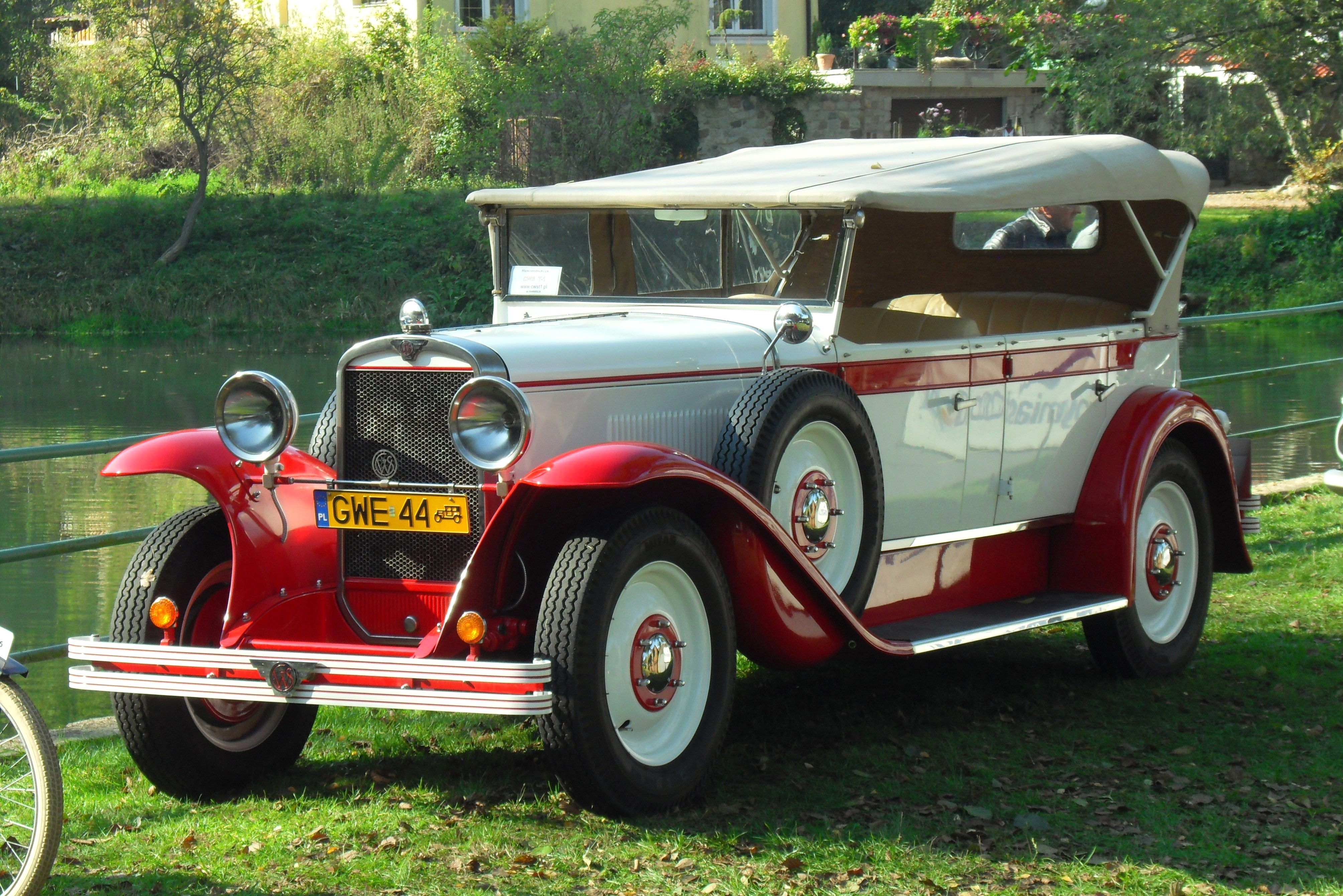
CWS T-1 – pierwszy polski samochód produkowany seryjnie
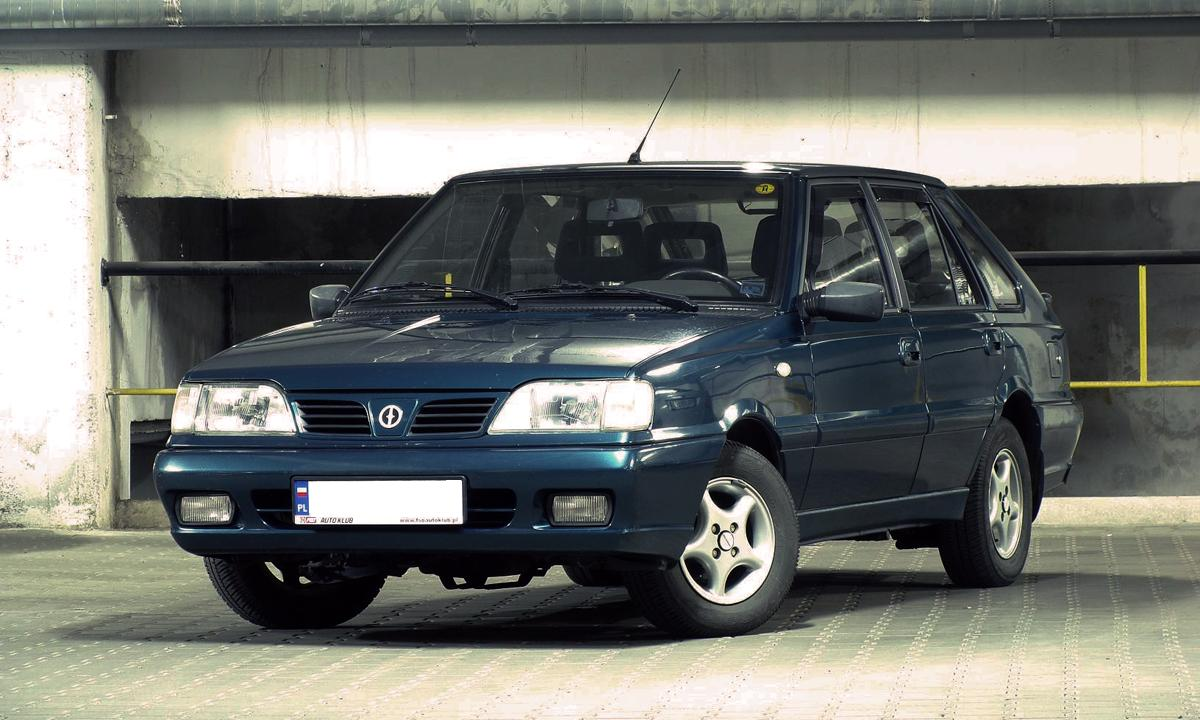
FSO Polonez Caro Plus – jeden z ostatnich współczesnych produkowanych polskich samochodów

## Napęd
Napęd samochodu stanowi silnik. Najczęściej wykorzystywanym w samochodach typem silnika jest silnik spalinowy tłokowy. Produkowane są również samochody wyposażone jedynie w silnik elektryczny, czyli samochody elektryczne. Innym rodzajem napędu stosowanym w samochodzie jest napęd hybrydowy, będący połączeniem silnika spalinowego i silnika elektrycznego.

## Źródło energii
Niezbędnym elementem samochodu jest źródło energii, wymagane przez silnik do jego działania.
W przypadku zastosowania silnika spalinowego źródłem energii może być:
- paliwo ciekłe, np. benzyna lub olej napędowy;
- paliwo gazowe w stanie ciekłym, np. LPG lub LNG;
- paliwo gazowe sprężone, np. CNG.

W przypadku zastosowania silnika elektrycznego źródłem energii może być:
- akumulator elektryczny,
- superkondensator grafenowy[5],
- ogniwo paliwowe.

## Podział samochodów
W poniższej tabeli zamieszczono przeglądowy spis popularnych typów i rodzajów współcześnie produkowanych samochodów, wraz z przykładami i/lub zdjęciami przykładowymi.
| Podział pojazdów samochodowych                           | Podział pojazdów samochodowych                           | Podział pojazdów samochodowych                       | Podział pojazdów samochodowych |
| Typ samochodu                                            | Rodzaj samochodu                                         | Przykład                                             | Zdjęcie                        |
| -------------------------------------------------------- | -------------------------------------------------------- | ---------------------------------------------------- | ------------------------------ |
| Samochody osobowe                                        | Samochody sportowe                                       | Arrinera Hussarya GT                                 |                                |
| Samochody osobowe                                        | Samochody miejskie                                       | Fiat 500                                             |                                |
| Samochody osobowe                                        | Samochody luksusowe                                      | Mercedes-Benz W222                                   |                                |
| Samochody osobowe                                        | Samochody SUV                                            | Lexus RX                                             |                                |
| Samochody osobowe                                        | Samochody kempingowe                                     | Adria Vision                                         |                                |
| Samochody terenowe                                       |                                                          | Honker                                               |                                |
| Samochody dostawcze                                      |                                                          | Iveco Daily                                          |                                |
| Samochody ciężarowe                                      | Ciężarowe samochody dostawcze                            | Star S2000                                           |                                |
| Samochody ciężarowe                                      | Ciężarowe samochody terenowe                             | Ural-4320                                            |                                |
| Samochody ciężarowe                                      | Ciągniki siodłowe                                        | Scania R420                                          |                                |
| Samochody ciężarowe                                      | Ciągniki balastowe                                       | Tatra T813 6x6                                       |                                |
| Autobusy                                                 |                                                          | Solaris InterUrbino 12                               |                                |
| Samochody specjalne                                      | Samochody opancerzone                                    | Dzik (samochód)                                      |                                |
| Samochody specjalne                                      | Pożarowozy                                               | E-ONE, Ford                                          |                                |
| Samochody specjalne                                      | Żurawie samochodowe                                      | Hydros T-351 Stalowa Wola                            |                                |
| Samochody specjalne                                      | Ambulanse                                                | Fiat Ducato (AMZ-Kutno)                              |                                |
| Samochody specjalne                                      | Samochody asenizacyjne                                   | Jelcz                                                |                                |
| Samochody specjalne                                      | Śmieciarki                                               | MAN TGA 28.350                                       |                                |
| Samochody specjalne                                      | Zamiatarki                                               | Zamiatarka na podwoziu MAZ                           |                                |
| Samochody specjalne                                      | Pługopiaskarki                                           | Pługopiaskarka na podwoziu samochodu Mitsubishi Fuso |                                |
| Samochody specjalne                                      | Radiowozy                                                | Ford Crown Victoria                                  |                                |
| Samochody specjalne                                      | Wywrotki                                                 | Jelcz 640                                            |                                |
| Samochody specjalne                                      | Betoniarki                                               |                                                      |                                |
| Samochody mogące poruszać się także po torach kolejowych | Samochody mogące poruszać się także po torach kolejowych | Samochód ratownictwa technicznego Star               |                                |

## Elementy budowy samochodu
- nadwozie: nadwozie samonośne • płyta podłogowa
  - elementy zewnętrzne nadwozia: karoseria • błotnik • drzwi • pokrywa komory silnika • chłodnica samochodowa, maskownica (potocznie: grill lub atrapa) • listwy boczne • zderzak • hak • dach • szyberdach • dach lamelowy • lusterka boczne • szyby • szyby podgrzewane • wycieraczki • spryskiwacze • deflektor wiatrowy • spoiler
  - elementy wnętrza: deska rozdzielcza • tablica wskaźników • przełączniki i regulatory • poduszka powietrzna • kierownica • fotele • pasy bezpieczeństwa • lusterko wsteczne

- podwozie: rama samochodu
  - układ napędowy i układ przeniesienia napędu: sprzęgło • skrzynia biegów • reduktor terenowy • skrzynia rozdzielacza • wał napędowy • most napędowy • oś • półoś • piasta koła • koło • obręcz koła • opona • opona bezdętkowa • dętka • wentyl • pedał przyspieszenia • pedał sprzęgła
  - układ hamulcowy: hamulec roboczy • pompa hamulcowa • wspomaganie • przewody hamulcowe • tarcza hamulcowa • bęben hamulcowy • klocki hamulcowe • hamulec awaryjny • zwalniacz
  - układ kierowniczy: kierownica samochodu • kolumna kierownicy • wspomaganie kierownicy • przekładnia kierownicza • drążki • tempomat
  - zawieszenie: amortyzator • sprężyna • resor • kolumna McPhersona • stabilizator • wahacz

- silnik: tłok • pierścienie tłokowe • korbowód • wał korbowy • głowica silnika • zawór • wałek rozrządu • blok silnika • tuleja cylindrowa • turbosprężarka • łożysko • koło zamachowe • uszczelniacz

- układy silnika spalinowego: chłodzenia • doładowania • rozruchowy • rozrządu • smarowania • wtryskowy • wydechowy • zapłonowy • zasilający

- inne układy:
  - instalacja elektryczna: alternator • prądnica • regulator napięcia • akumulator • układ wysokiego napięcia • świeca zapłonowa • świeca żarowa • stacyjka • sygnał dźwiękowy (potocznie: klakson) • oświetlenie • światła sygnalizacyjne • kierunkowskaz

- elementy mające wpływ na bezpieczeństwo:
  - bierne: pasy bezpieczeństwa • napinacze pasów • poduszka powietrzna • kurtyna powietrzna • zagłówki • wzmocnienia boczne • strefy kontrolowanego zgniotu • klatka bezpieczeństwa • łamana kolumna kierownicy • szyby hartowane • szyby klejone • bezpieczne zderzaki • układy odcinające dopływ paliwa
  - czynne: ABS • ASR • ESP • napęd na cztery koła

## Samochód w mieście
Badania ruchu wskazują, że samochód w mieście spędza ok. 95% czasu na parkingu, będąc w użyciu zaledwie przez 5% swojego życia. Jednocześnie jest on stale „gotowy do natychmiastowego użycia” na praktycznie dowolnej trasie, co stanowi jego podstawową cechę użytkową i atrakcyjność jako środka transportu.
Istnieją badania, według których w dowolnie wybranym momencie dnia na Manhattanie prawie 1/3 kierowców krąży w poszukiwaniu miejsca do zaparkowania, na Brooklynie ten współczynnik wynosi 45%. Donald Shoup przeprowadził pomiary na obszarze 15 przecznic w Los Angeles. Okazało się, że przeciętny kierowca musiał przejechać pół mili (ok. 800 metrów) w poszukiwaniu miejsca. Tylko w badanym rejonie łącznie kierowcy przejeżdżali bezużytecznie 950 000 mil (ok. 1,5 miliona kilometrów). „Jeśli takie wyniki osiągamy w jednej niewielkiej dzielnicy biznesowej, wyobraźmy sobie, jakie są skumulowane konsekwencje takiego bezowocnego jeżdżenia w skali kraju” – napisał Shoup.
Darmowe miejsca parkingowe w USA wymagają dopłat w wysokości 500 miliardów dolarów rocznie, co oznacza, że na każdego dolara wydanego przez kierowców na samochód pozostali obywatele muszą dopłacić pięćdziesiąt centów na miejsca parkingowe. Aby jednak właściwie ocenić te liczby, należy uwzględnić, że w 2020 r. w Stanach Zjednoczonych mieszkało ok. 321 mln ludzi, podczas gdy po amerykańskich drogach jeździło co najmniej 265 mln pojazdów samochodowych, z czego ok. 200-210 mln osobowych. Statystycznie w każdym gospodarstwie domowym jest co najmniej jeden samochód, więc (dalej statystycznie) nie występuje tam rzeczywisty podział na dwie grupy obywateli, z których jedna „dopłaca” do drugiej.

## Samochód a środowisko
Zdaniem Gary’ego Fullera zanieczyszczenia generowane przez samochody odpowiadają w dużych miastach za około 1/4 zgonów spowodowanych pyłem PM2,5. Obok pyłu występuje dwutlenek azotu, substancja, która znalazła się w centrum skandalu wokół fałszowania testów przez Volkswagena i ma podobny wpływ na ludzi.
W badaniu z 2011 r. porównano środki transportu, biorąc przy tym pod uwagę środowiskowy koszt ich produkcji oraz użytkowania. W przypadku rowerów uwzględniono też dodatkowy wydatek energetyczny samych użytkowników w postaci spalonych kalorii. Według obliczeń emisja na każdy kilometr pokonany samochodem to 271 gramów CO
2 na kilometr na osobę (np. u pasażerów autobusów jest to 101 gramów na kilometr na pasażera, a rowerzystów 21 gramów).